# Chimarra lupialae
Chimarra lupialae là một loài Trichoptera trong họ Philopotamidae. Chúng phân bố ở vùng nhiệt đới châu Phi.